# Gare de Chavenon
La gare de Chavenon est une ancienne gare ferroviaire française de la ligne de Montluçon à Moulins, située sur le territoire de la commune de Chavenon dans le département de l'Allier en région Auvergne-Rhône-Alpes.
Elle est ouverte en 1859 par la Compagnie du chemin de fer de Paris à Orléans (PO). La Société nationale des chemins de fer français (SNCF) ferme le service des voyageurs en 1972 et totalement celui des marchandises en 1999.

## Situation ferroviaire
Établie à 325 mètres d'altitude, la gare de Chavenon est située au point kilométrique (PK) 365,462 de la ligne de Montluçon à Moulins (section non exploitée), entre les gares fermées de Murat (Allier) et de Saint-Sornin.

## Histoire

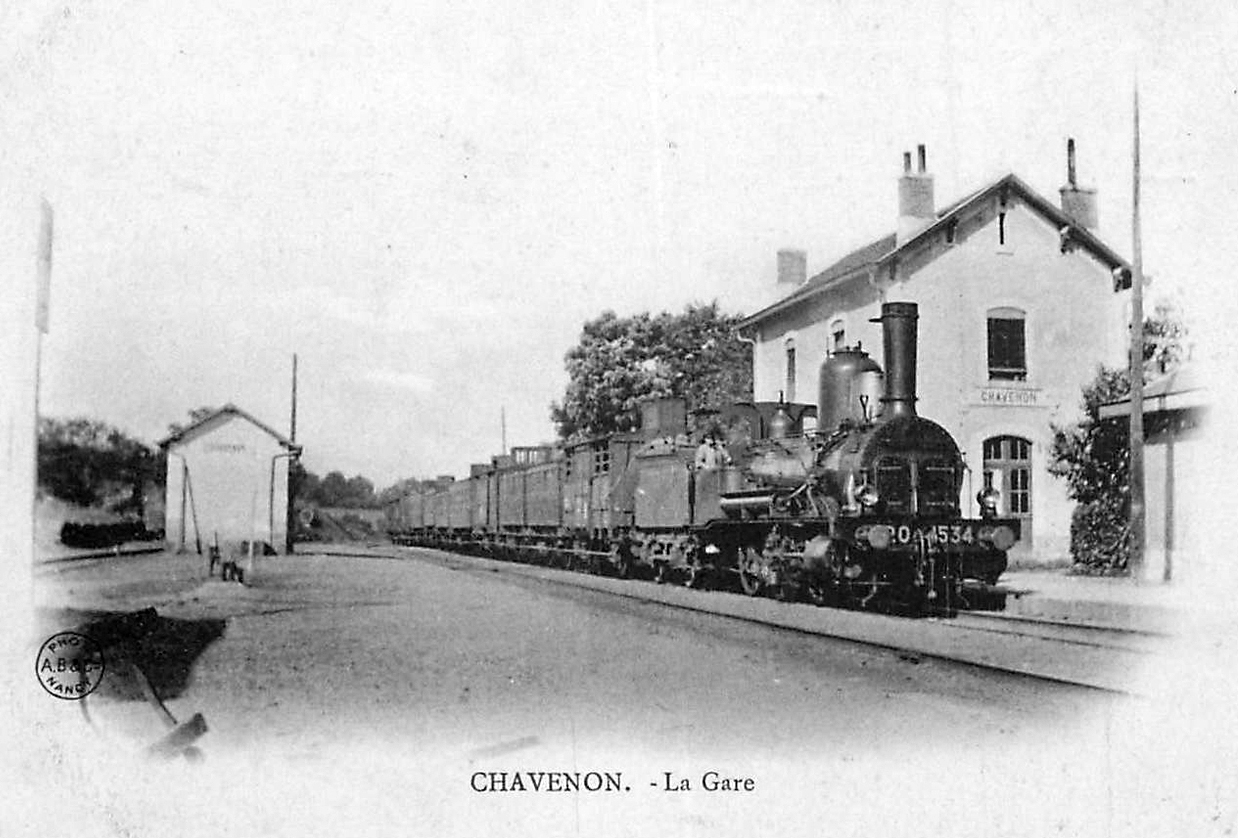
La gare vers 1900

La station de Chavenon est mise en service le 7 novembre 1859 par la Compagnie du chemin de fer de Paris à Orléans (PO), lorsqu'elle ouvre à l'exploitation sa ligne de Montluçon à Moulins. Il est prévu qu'elle assure la desserte des mines du bassin de Bruxière-la-Grue.
La gare de Chavenon est fermée au service des voyageurs le 6 mars 1972 par la SNCF lorsqu'elle ferme à ce trafic la section de la gare de Commentry à celle de Moulins.
Le 25 septembre 1976, elle devient le terminus de la section de Moulin à Chavenon, exploité uniquement par un trafic de marchandises, lorsque la SNCF ferme à ce trafic la section de Villefranche-d'Allier à Chavenon. 
Jusqu'en 1995, la gare est le point de départ d'un important trafic de houille. Une rame complète de 1 800 tonnes est acheminée quotidiennement, en provenance des gisements de charbon de Buxières-les-Mines et de Saint-Hilaire à destination de la centrale EDF de Loire-sur-Rhône. La voie d'évitement étant très courte, des manœuvres longues et fastidieuses étaient nécessaires pour échanger la rame vide d'arrivée avec celle qui était remplie au départ [réf. souhaitée].
La gare est totalement fermée en 1999, lors de la fermeture aux circulations de trains de marchandises de la section de Chavenon à Souvigny.